# Hjalmar Johansson

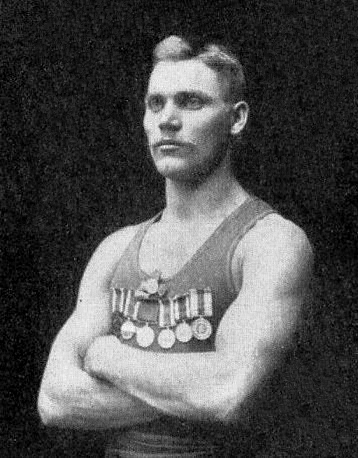
Imagem do Saltador Ornamental Sueco Hjalmar Johansson.

Hjalmar Johansson, (Karlskrona, 20 de janeiro de 1874 – Estocolmo, 30 de setembro de 1957) foi um saltador ornamental sueco que competiu em provas de saltos ornamentais por seu país.
Julle é o detentor de duas medalhas olímpicas, conquistadas em duas diferentes edições. Apesar de ter participado da edição de 1906, nos chamados Jogos Intercalados, o primeiro pódio, vencedor, veio na plataforma de 10 m em Londres 1908, quando conquistou a medalha de ouro. A segunda conquista, de prata, veio quatro anos mais tarde, na plataforma alta. Além dos saltos ornamentais, praticou ainda natação e atletismo como profissional. Na cidade de Estocolmo, faleceu aos 83 anos de idade.